# Ланлу
Ланлу́ (фр. Lanloup, брет. Sant-Loup) — коммуна во Франции, находится в регионе Бретань. Департамент — Кот-д’Армор. Входит в состав кантона Пемполь. Округ коммуны — Генган.
Код INSEE коммуны — 22109.

## География
Коммуна расположена приблизительно в 390 км к западу от Парижа, в 120 км северо-западнее Ренна, в 27 км к северо-западу от Сен-Бриё.

## Население
Население коммуны на 2016 год составляло 230 человек.
| 1962 | 1968 | 1975 | 1982 | 1990 | 1999 | 2008 | 2016 |
| ---- | ---- | ---- | ---- | ---- | ---- | ---- | ---- |
| 331  | 284  | 236  | 209  | 195  | 214  | 276  | 230  |

## Администрация
| Период | Период | Фамилия       | Партия | Примечания |
| ------ | ------ | ------------- | ------ | ---------- |
| 2001   | 2008   | Юбер Бланшар  |        |            |
| 2008   | 2014   | Маттьё Ле Мёр |        |            |

## Экономика
В 2007 году среди 149 человек в трудоспособном возрасте (15—64 лет) 91 были экономически активными, 58 — неактивными (показатель активности — 61,1 %, в 1999 году было 64,2 %). Из 91 активных работали 83 человека (41 мужчина и 42 женщины), безработных было 8 (6 мужчин и 2 женщины). Среди 58 неактивных 12 человек были учениками или студентами, 31 — пенсионерами, 15 были неактивными по другим причинам.

## Достопримечательности
- Церковь Сен-Лу и распятие (XVI век). Исторический памятник с 1910 года[3]
- Усадьба Ноэ-Верт (XV век). Исторический памятник с 2009 года[4]

## Фотогалерея
- Церковь Сен-Лу и распятие
- Статуя Св. Лупа
- Усадьба Ноэ-Верт
- Голубятня в усадьбе Ноэ-Верт